# Томислав Мијовић
Томислав Мијовић (Неготин, 18. септембар 1932) српски је песник.

## Биографија
Рођен је 18. септембар 1932. године у Неготину. Основну школу и гимназију завршио је у Зајечару а у Београду је студирао југословенску књижевност на Филозофском факултету. За време студија био је члан редакције (1954—1955. год.) и главни и одговорни уредник (1956—1957. год.) студентског листа за књижевност и културу "Видици".
Од 1957. до 1960. године био је уредник културне рубрике у недељном листу "Тимок" у Зајечару, а од 1961. до 2006. године главни и одговорни уредник часописа за друштвена питања, културу и уметност "Развитак" у Зајечару, за које време је изашло 226 бројева са богатим и разноврсним садржајем из савременог живота, духовног и материјалног наслеђа и савременог уметничког стваралаштва. У њима је објављен велики број радова о резултатима археолошких, етнолошких, демографских, социолошких, геолошких и природњачких истраживања и проучавања у Тимочкој крајини. Уредио је и ликовно-графички опремио преко стотину књига са тематиком из историје, етнологије, школства и здравствене делатности и културног, књижевног и ликовног стваралаштва на подручју Тимочке крајине (15 књига библиотеке часописа "Развитак", 18 књига библиотеке "Крајински књижевни круг", 6 књига у едицији Фондације "Никола Пашић", велики број зборника, монографија основних и средњих школа и монографија градова и насеља у Тимочкој крајини).
Учествовао је у покретању разних културно-уметничких манифестација и у њиховом раду (Фестивал поезије младих у Зајечару, Крајински књижевни круг, Борски сусрети балканских књижевника, Дани Зорана Радмиловића у Зајечару, Ликовна колонија "Пена" у Ђердапу, Ликовна колонија "Гамзиград" и др.).
Сарађивао је у многим књижевним часописима и листовима у којима је објављивао песме, приповетке, приказе, огледе и критике, писао је рецензије, предговоре и поговоре у бројним песничким књигама, ликовним монографијама и каталозима. Од 1951. године објављивао је у листовима Омладина, Поља, Видици, Студент, Млада култура, НИН, Борба, Књижевна трибина и др, часописима Савременик, Дело, Књижевност, Стварање, Млада литература, Градина, и др.
Заступљен је у многим антологијама и изборима савремене српске поезије. Песме су му превођене на више страних језика.
Добитник је многих признања а међу њима: Вукова награда 1972, Сребрна медаља Фелиx Ромулиана Уметничког удружења Крајински књижевни круг, за трајни допринос култури Србије и целокупан песнички опус 1997. године, награда "Милан Ракић" Удружења књижевника Србије за књигу "Светлуцања, дозивања..." 1999. године, награда "Србољуб Митић" за најбоље песничко остварење између 2003. и 2004. године "Јавке, одјсјаји, угарци...", Повеља "Карађорђе" "Шумадијских метафора" за животно дело 2006. године, "Повеља Мораве" Удружења књижевника Србије и Књижевног друштва Мрчајевци за укупно песничко дело 2009. године. Добитник је посебног признања Владе Републике Србије за врхунски допринос националној култури у Републици Србији.

## Дела
- Квартет (са Б. Тимотијевићем, С. Јовановићем и П. Пејатовићем), Омладина, Београд, 1954.
- На ногама, Прогрес, Нови Сад 1960; Подљуте Нолит, Београл, 1974.
- Белино црни разговору, Крајински књижевни круг, Зајечар —Неготин 1994.
- У благости и осами, Просвета, Ниш, 1994.
- Нон ессере ма ессере (Не бити а бити — избор поезије), Бари (Италија) 1994.
- Закаснели гласник, Просвета, Београд, 1997.
- Светлуцања, дозивања..., Просвета, Ниш, 1999.
- Препознавања, Просвета, Београд, 2001.
- Јавке, одсјаји, угарци..., Апостроф, Београд 2003;
- Време на окупу (Гамзиградски записи), Матична библиотека „Светозар Марковић”, Зајечар, 2006.
- Изблиза, Народна књига, Београд, 2006.
- На ногама (поновљено издање), Књижевно друштво „Свети Сава”, Београд 2006.
- Додир сјаја сјај додира, Шумадијске метафоре (Библиотека Деспот Стефан Лазаревић Младеновац и Бибиотека града Београда), Младеновац, 2008.
- Пред празнином, Шумадијске метафоре (Центар за културу Младеновац), 2011.
- Одсјаји изнутра, књига песама или аутобиографски роман у стиху, Српска књижевна задруга, 2013.